# Разлика квадрата
Разлика квадрата {\displaystyle a^{2}-b^{2}=(a-b)\cdot (a+b)}.
Разлика квадрата два монома а и b једнака је производу разлике и збира тих монома.
Разлику квадрата користимо да би збир монома трансформисали у производ и олакшамо рачунање
Пример 1 {\displaystyle 55^{2}-45^{2}=(55-45)\cdot (55+45)=10\cdot 100=1000}.
Пример 2 Решити једначину
{\displaystyle (3x+2)^{2}-x^{2}=0}
{\displaystyle (3x+2-x)\cdot (3x+2+x)=0}
{\displaystyle (2x+2)\cdot (4x+2)=0}
{\displaystyle 2(x+1)\cdot 2(2x+1)=0/\div 4}
{\displaystyle (x+1)\cdot (2x+1)=0}
{\displaystyle x+1=0} или {\displaystyle 2\cdot x+1=0}
{\displaystyle x_{1}=-1}. или {\displaystyle x_{2}=-{\frac {1}{2}}}.